# Top Wing
Top Wing er en canadiske tv-serie produceret for tv-kanalen Nickelodeon af Matthew Fernandes.

## Handling
Top Wing finder sted på Big Swirl Island, en ø beboet af fugle, og følger fire ivrige unge fugle - Swift, Penny, Brody og Rod - der arbejder sammen på Top Wing Academy som nye kadetter for at tjene deres vinger ved at hjælpe deres samfund. Ved hjælp af mentor Speedy påtager kadetterne forskellige missioner til deres redningsevner og hjælper også de nødlidende, alt sammen mens de lærer vigtige lektioner.